# Vincenzo Maenza
Vincenzo Maenza (ur. 2 maja 1962 w Imoli) – włoski zapaśnik w stylu klasycznym. Czterokrotny olimpijczyk. Walczył w najniższej wadze, papierowej. Treningi rozpoczął w wieku 12 lat. W 1980 wystartował na igrzyskach w Moskwie, gdzie zajął 7 miejsce. Następnie zdobywał medale w rywalizacji juniorskiej. Na IO 84 po raz pierwszy sięgnął po złoto. Cztery lata później obronił tytuł, a w Barcelonie w 1992 sięgnął po srebro. Wielokrotnie stawał na podium mistrzostw świata i Europy. Karierę zakończył w 1994. Nosił przydomek Pollicino.

## Starty olimpijskie (medale)
Los Angeles 1984
- styl klasyczny do 48 kg – złoto

Seul 1988
- styl klasyczny do 48 kg – złoto

Barcelona 1992
- styl klasyczny do 48 kg – srebro